# Hlousk
Hlousk (en biélorusse : Глуск ; en lacinka : Hłusk) ou Glousk (en russe : Глуск ; en polonais : Hłusk) est une commune urbaine de la voblast de Mahiliow ou oblast de Moguilev, en Biélorussie, et le centre administratif du raïon de Hlousk. Sa population s'élevait à 7 152 habitants en 2017.

## Géographie
Hlousk est arrosée par la rivière Ptytch, un affluent de la Pripiat et se trouve à 43 km au sud-ouest de Babrouïsk, à 136 km au sud-est de Minsk et à 156 km au sud-ouest de Moguilev.

## Histoire
La première mention écrite du village de Hlousk remonte à la seconde moitié du XVe siècle. En 1525, le grand-duc Sigismond lui accorda le privilège de tenir une foire. Après la réforme administrative de 1565-1566, Hlousk fut rattaché au powiat de Nowogródek, dans la voïvodie de Nowogródek. En 1667, des moines bernardins construisirent une église et un monastère. Pendant tout le XVIIIe siècle, Hlousk fut une possession des Radziwill. Presque tous les bâtiments furent détruits par un grand incendie en 1775. La deuxième partition de la Pologne fit passer la localité, en 1793, sous la souveraineté de l'Empire russe. À la fin de la Première Guerre mondiale, Hlousk fut occupé par l'armée allemande de février à décembre 1918. Le 1er janvier 1919, conformément à une décision du Parti communiste (bolchevik) de Biélorussie, Hlousk fut rattachée à la République socialiste soviétique de Biélorussie, mais le 16 janvier, le gouvernement soviétique de Moscou décida qu'elle serait rattachée à la République socialiste fédérative soviétique de Russie, avec d'autres régions ethniquement biélorusses. En 1924, elle retourna cependant à la RSS de Biélorussie, devenant le centre d'un raïon. Le 17 septembre 1938, le village fut élevé au statut de commune urbaine. Pendant la Seconde Guerre mondiale, Hlousk fut occupée par l'Allemagne nazie du 28 juin 1941 au 27 juin 1944. En 1962, Hlousk perdit sa fonction de centre administratif de raïon, qu'elle retrouva en 1966.

## Population
Recensements (*) ou estimations de la population :
| 1897* | 1923* | 1926* | 1939* | 1959* |
| ----- | ----- | ----- | ----- | ----- |
| 5 328 | 4 555 | 4 413 | 5 125 | 4 326 |

| 1970* | 1979* | 1989* | 1999* | 2009* |
| ----- | ----- | ----- | ----- | ----- |
| 5 252 | 6 271 | 7 815 | 8 200 | 7 402 |

| 2013  | 2014  | 2015  | 2016  | 2017  |
| ----- | ----- | ----- | ----- | ----- |
| 7 311 | 7 249 | 7 236 | 7 233 | 7 152 |